# گارگین خاچاطریان
گارگین کارویی خاچاطریان (ارمنی: Գարեգին Կարոյի Խաչատրյան؛ زادهٔ ۲۴ ژوئن ۱۹۴۷) یک  سیاستمدار اهل ارمنستان است که از تاریخ ۱۹۹۰ تا تاریخ ۱۹۹۵ سمت نمایندگی دوره اول شورای عالی جمهوری ارمنستان را برعهده داشت.

## زندگی‌نامه
در ۲۴ ژوئن ۱۹۴۷ ‏در ارمنستان به دنیا آمد . 